# Джамейка — Ван-Уайк (линия Арчер-авеню, Ай-эн-ди)
|   |   |   |   |
| · | · | · | · |

|   |   |   |   |
| · | · | · | · |

«Джамейка — Ван-Уайк» (англ. Jamaica–Van Wyck) — станция Нью-Йоркского метрополитена, расположенная на линии Арчер-авеню, Ай-эн-ди. Станция находится в Куинсе, в округе Джамейка, на шоссе Ван-Уайк между 89-й улицей и Метрополитан-авеню. На станции останавливается маршрут E (круглосуточно).
Эта станция, в отличие от двух других станций линии Арчер-авеню, одноуровневая. Она представлена двумя путями и одной островной платформой. Мезонин имеет вид галереи над путём в сторону Джамейки. Стена над путём в сторону Манхэттена имеет проёмы для окон, но они заделаны. Рядом со станцией (причем на том же уровне) проходит шоссе Ван-Уайк. Имеется два выхода. Первый выход приводит к 89-й улице, рядом расположена больница Джамейки. Второй выход ведет к Метрополитан-авеню.
Западнее станции линия присоединяется к линии Куинс-бульвара, Ай-эн-ди. Там расположено несколько съездов, поэтому поезда дальше могут следовать как местными, так и экспрессами. Переключение маршрута зависит от дня недели и от времени суток.